# Itacurubí del Rosario
Itacurubí del Rosario é uma cidade do Paraguai, Departamento San Pedro. Possui uma população de 4.183 habitantes.

## Transporte
O município de Itacurubí del Rosario é servido pelas seguintes rodovias:
- Ruta 10, que liga a cidade de Villa del Rosario (Departamento de San Pedro). ao município de Salto del Guairá (Departamento de Canindeyú).[1][2][3]